# Genyochromis mento
Genyochromis mento és una espècie de peix de la família dels cíclids i de l'ordre dels perciformes.

## Morfologia
- Els mascles poden assolir 12,6 cm de longitud total.[1][2]

## Alimentació
Menja escates de peixos.

## Hàbitat
Viu en zones de clima tropical entre 24 °C-28 °C de temperatura i entre 2-25 m de fondària.

## Distribució geogràfica
Es troba a Àfrica: és una espècie de peix endèmica del llac Malawi.